# Jair Bolsonaro
Jair Bolsonaro, brazilski politik, * 21. marec 1955, São Borja, Brazilija

## Kariera
Bolsonaro je nekdanji vojaški poveljnik in dolgoletni poslanec. Na predsedniških volitvah leta 2018 je kot kandidat desnice s 55.13% premagal kandidata socialnih demokratov Fernanda Haddada.
Kot predsednik Brazilije je prisegel na novega leta dan, 1. januarja 2019.
Novembra 2021 je Bolsonaro prejel naziv častnega meščana kraja Anguillara na severu Italije.